# Diéthylstilbestrol
Pour les articles homonymes, voir DES.
Le diéthylstilbestrol (DES) est un diphénol de synthèse aux propriétés œstrogéniques puissantes. Synthétisé au Royaume-Uni en 1938, il fut d'abord commercialisé en tant que médicament dans ce pays sous le nom de Stilbestrol-Borne, puis dans d'autres pays (dont la France) sous le nom de Distilbène ou encore de Stilboestrol.
D'abord prescrit par des médecins en 1938 aux femmes qui subissaient des avortements spontanés à répétition (aussi appelés fausses couches) ou des accouchements prématurés, le DES fut alors considéré comme un moyen sûr de prévenir ces avortements spontanés à répétition et de réduire les menaces d'accouchements prématurés. Même si l'on trouva que les femmes enceintes auxquelles on donnait le DES avaient la même proportion de troubles que le groupe témoin, ce médicament continua à être promu, commercialisé et prescrit à grande échelle.
Dans les décennies qui ont suivi les premières prescriptions, un certain nombre d'anomalies génitales ont été rapportées chez les enfants nés de mères ayant pris du DES pendant leur grossesse (les « enfants Distilbène ») : chez les filles, dès la puberté, ont été rapportées des malformations génitales plus ou moins typiques, des risques augmentés de cancer du vagin et de l'utérus (adénocarcinome à cellules claires), et de nombreux cas de stérilité ; chez les garçons, les effets sont moins visibles, mais il a été rapporté des cas de sténose de l'urètre, des kystes de l'épididyme, des malformations de l'urètre (hypospade), des testicules non descendus (cryptorchidie), et des cas d'hypotrophie testiculaire ainsi qu'une diminution de la qualité du sperme (oligospermie).
En 1971, aux États-Unis, la FDA interdit la prescription de ce médicament chez les femmes enceintes. Le médicament a ensuite été interdit, toujours pour les femmes enceintes, en 1975 par la Belgique, en 1976 par le Canada, en 1977 par la France, l'Allemagne, l'Autriche et les Pays-Bas, en 1978 par l'Australie, en 1981 par l'Italie et en 1983 par la Hongrie.
Mais les effets délétères du médicament sur la descendance étaient irréversibles pour la génération d'enfants exposés au DES in utero née entre 1940 et 1980. L'âge de procréer, pour ces enfants, se situe en majeure partie entre 1975 et 2015 : les problèmes génitaux ainsi que les problèmes de stérilité posés par ces enfants devenus adultes représentent un authentique problème de santé publique,.
Le Distilbène, qui n'a plus jamais été prescrit chez la femme enceinte dans les pays développés depuis 1983, est encore prescrit aux patients ayant des métastases de cancer de la prostate, où son efficacité a été montrée en 1941 par les urologues Charles Huggins et Clarence Hodges (Université de Chicago).
La philosophe Donna J. Haraway a publié en 2012 un article célèbre sur les conséquences de la prescription médicale du DES et ses conditions de production.

## Historique
La recherche systématique d'œstrogènes de synthèse fut très active durant l'entre-deux-guerres. Avant même 1934, Cook et Dodds avaient montré l'activité œstrogénique d'au moins huit formes de stilbènes extraits du goudron. La synthèse du DES par le Britannique E.G. Dodds en 1938 intervenait dans le contexte d'un débat sur les propriétés cancérigènes des œstrogènes. Plusieurs indices attestaient la dangerosité de la molécule et pourtant le diéthylstilbestrol fut préféré non seulement à un autre œstrogène de synthèse découvert depuis 1891 - le bisphénol A - mais aussi aux hormones naturelles purifiées : contrairement aux hormones naturelles, le diéthylstilbestrol pouvait être actif par voie orale.
Il pouvait en outre être facilement produit, à faible coût et en grande quantité. Financée par les fonds publics du Conseil de la recherche médicale au Royaume-Uni, la synthèse du diéthylstilbestrol ne fit l'objet d'aucun brevet, ce qui était très attractif pour les laboratoires, notamment américains.

### Histoire d'abord américaine
De nombreux laboratoires soumirent à la FDA — qui venait de connaître une réforme majeure — des demandes d'autorisation pour des spécialités contenant du diéthylstilbestrol. Inquiète des effets cancérogènes potentiels d'une substance aux effets œstrogéniques par ailleurs très puissants, la FDA ne répondit d'abord pas favorablement aux demandes des laboratoires. De ce fait, certains laboratoires retirèrent leurs demandes. Le 19 septembre 1941, après des mois d'instruction, la FDA finit par autoriser la mise sur le marché du stilbestrol au bénéfice de douze laboratoires. Cette autorisation, valable pour seulement quatre indications — gonorrheal vaginitis, atrophic vaginitis, troubles de la ménopause (l'indication la plus fréquente) et engorgements mammaires — était assortie de diverses précautions. Le diéthylstilbestrol devenait ainsi le premier médicament potentiellement dangereux à être homologué par la FDA à la suite de sa réforme de 1938 qui ne soit pas destiné à sauver des vies mais « seulement » à les améliorer.
Le 1er juillet 1947, là encore après des mois d'instruction, la FDA finit par autoriser l'utilisation du distilbène pour le traitement des fausses couches, et ce principalement sur la base des travaux de Karnaky de Priscilla White et de George et Olive Watkins Smith (pour cette indication il était déjà prescrit hors AMM -off label-).
Il est d'abord prescrit, et ceci de manière tout à fait arbitraire, dans certaines grossesses à risque : antécédents d'avortement spontané, hémorragies du premier trimestre de la grossesse. Puis chez les patientes diabétiques, dans la toxémie gravidique, et même dans le traitement de certaines stérilités inexpliquées…
En 1948, O.W. Smith, propose un traitement codifié par le DES dans toutes les menaces d'avortement : il propose des cures répétées à doses progressives de la 6e à la 35e semaine d'aménorrhée (SA), les posologies allant de 5 à 125 milligrammes par jour. Ce traitement est rapidement adopté par beaucoup d'obstétriciens.
En 1953 paraît dans l’American Journal of Obstetrics & Gynecology une étude de W.J. Dieckmann portant sur 840 patientes traitées par le DES contre un groupe témoin de 800 femmes, et montrant l'inefficacité du DES dans toutes les indications pour lesquelles il est prescrit chez la femme enceinte.
Cette étude, pourtant particulièrement bien structurée sur le plan épidémiologique (publiée actuellement, elle obtiendrait le label Gold standard), passera inaperçue. (Réévaluée en 1978 par Brackbill, l'étude de Dieckmann allait devenir le point de départ de plusieurs grandes études).
Le DES a également été utilisé depuis les années 1950 jusqu'aux années 1970 afin d'éviter à certaines jeunes filles d'atteindre une taille considérée comme trop grande,,.
Cependant, en 1970 et 1971 paraissent deux publications d'A L Herbst, qui attirent l'attention sur l'incidence nettement accrue de cancers du vagin d'un type particulier (adénocarcinomes à cellules claires) chez les filles de mères ayant pris du DES lors de leur grossesse. Ce type de cancer étant jusque-là exceptionnel dans la population générale. Le retentissement est immédiat aux États-Unis : en moins de six mois, l’alerte gynécologique devient un scandale national discuté dans la presse, justifiant plusieurs auditions au Congrès ; dès 1971 la Food and Drug Administration (FDA) interdit l'utilisation du produit dans ses indications obstétricales tandis que le Public Health Service met en place un programme national de surveillance. En 1971 est mis en place  The registry for research on hormonal carcinogenesis (ou registre de Herbst) devant répertorier tous les cas d'adénocarcinome du col ou du vagin survenus dans le monde chez les jeunes femmes nées après 1940.
En 1973, la FDA autorise l'utilisation du DES comme « pilule du lendemain ». La FDA n'indiquera cette utilisation que dans les cas de viols.
En 1974 l'institut national du cancer (NCI : National Cancer Institute) lance le DESAD Project (DES and Adenosis project). De nombreuses études américaines, reprenant la population du DESAD project, permettront d'évaluer le risque transgénérationnel lié à l'utilisation du diéthylstilbestrol.
En 1977, Kauffmann fait la première description des anomalies utérines suspectées d'être liées à l'exposition au Distilbène in utero.
En 1978 la FDA interdit l'utilisation de DES, tout comme d'autres œstrogènes, pour les cas d'engorgement mammaire.
Depuis, l'intérêt de la communauté scientifique pour les risques du DES chez la femme enceinte s'accroît. Et, mis à part l'adénocarcinome à cellules claires du vagin et les autres anomalies vaginales et cervicales, de multiples études, dont celles d'Y Brackbill en 1978 et d'A L Herbst en 1981, révèlent les autres conséquences de l'exposition in utero au DES : malformations utérines, infertilité, grossesses extra-utérines, avortements spontanés tardifs, accouchements prématurés, et taux accru de morts néonatales.

### En France
En France, il a d'abord été introduit dans les départements d'Algérie, puis en métropole où il a bénéficié d'un visa d'exploitation du Comité Scientifique des Spécialités le 11 février 1945 (modifié en août 1950) pour des indications semblables à celles acceptées par la FDA (désordre du cycle sexuel, ménopause, cancer de la prostate). En Belgique et en Suisse, il fut mis sur le marché à partir de 1948. Il a été commercialisé en France sous les noms de spécialités Distilbène, Stilboestrol-Borne, Cycladiène et Hexoestrol.
En 1974, J. Henry-Suchet décrit le premier cas d'adénose vaginale.
En 1975, Barrat publie le 1er cas français d'adénocarcinome vaginal à cellules claires chez la jeune fille,. La publication est accompagnée d'une mise en garde préventive.
En Europe, l’Angleterre interdit le DES en 1973, la Belgique et les Pays-Bas en 1975, l’Irlande en 1976.
En 1976, s'appuyant sur les décisions d'une commission de pharmacovigilance, le ministère français de la Santé  supprime l'indication « menace d'avortement» du dictionnaire Vidal.
Le 5 février 1977, l'agence française du médicament stipule dans une note : « le fabricant devra signaler que la spécialité est contre-indiquée chez la femme enceinte ou susceptible de l'être : des adénoses vaginales et même des cancers du vagin ont été signalés chez les filles pubères et des jeunes femmes dont la mère avait absorbé du diéthylstilbestrol ou des substances œstrogéniques voisines pendant la grossesse ».
Au début des années 1980, une gynécologue, Anne Cabau, lut les articles de chercheurs américains montrant que les malformations génitales étaient plus fréquentes chez les filles DES, et que cela pouvait entraîner des problèmes d’infertilité et des accidents obstétricaux graves. Observant ce type de malformations parmi ses patientes, Anne Cabau décida alors d’engager une enquête parmi les adhérentes de la Mutuelle Générale de l'Éducation Nationale (MGEN), qui adresse alors à toutes ses adhérentes un questionnaire sur le distilbène.
En 1983, un article du journal Le Monde, basé sur la publication des travaux du Dr A. Cabau, fit sensation.

## Nombre de personnes exposées au médicament
Le nombre exact de femmes enceintes ayant pris du DES n'est pas connu. Il est estimé à 4 millions aux États-Unis, 300 000 aux Pays-Bas, et 8 000 au Royaume-Uni.
En France, on estime ce chiffre à 200 000 femmes environ, sur une période de 25 ans (1951 à 1977, date de suppression des indications obstétricales du DES en France), avec un pic de prescription de 1964 à 1971. En tenant compte des avortements et de la mortalité périnatale (20 % des grossesses), 160 000 enfants sont nés dont 80 000 filles et 80 000 garçons.
L'âge de procréer, pour ces enfants, se situe en majeure partie entre 1975 et 2015. Le problème reste donc d'actualité, ce qui a poussé les ministères de la santé de plusieurs pays à pratiquer des campagnes d'information ciblées sur ces « malades »,,.

## Impact des actions judiciaires / indemnisations

### Aux États-Unis
Interdit dès 1971, ce n'est qu'après que la Cour suprême a jugé incontestable la responsabilité du laboratoire qu'un fonds d'indemnisation spécialement destiné aux victimes du DES fut créé.

### En France
En 1991, deux « filles DES » atteintes d’un adénocarcinome à cellules claires (ACC) du vagin ou du col utérin engagent une action judiciaire en responsabilité civile contre le laboratoire pharmaceutique UCB Pharma qui a commercialisé en France le diéthylstilboestrol sous l’appellation Distilbène (interdit en France depuis 1977). Ce n'est qu'après quinze ans d'une longue bataille juridique que la Cour de cassation a définitivement confirmé en mars 2006 la responsabilité du laboratoire UCB-Pharma pour avoir distribué ce médicament accusé d'avoir provoqué des dizaines de milliers de cas de cancer, de malformations et de stérilité chez des jeunes femmes dont la mère avait reçu ce médicament. La Cour estime que le laboratoire a « manqué à son obligation de vigilance » étant donné qu'il était au courant qu'« existaient, avant 1971 et dès les années 1953-1954 des doutes portant sur l'innocuité du DISTILBENE (…) et qu'en outre de nombreuses études expérimentales et des observations cliniques contre-indiquaient » son utilisation. Cette définition d'une obligation de vigilance pour les laboratoires a encouragé d'autres descendant(e)s à porter plainte au civil contre les laboratoires UCB Pharma et Novartis, seuls ayant commercialisé la molécule en France.
Cette première victoire sera suivie d'autres : ainsi, en juin 2005, le tribunal de Nanterre a accordé à huit femmes atteintes de cancers et de malformations de l'appareil génital des réparations de 9 000 à 265 000 euros en dommages et intérêts. En 2009, la Cour de cassation supprime la nécessité de posséder une ordonnance désignant quel laboratoire a été à l'origine des dommages, renversant ainsi la charge de la preuve au profit de la victime. Dans un arrêt rendu le 24 septembre 2009, la Cour énonce : « Après avoir constaté que le DES avait bien été la cause directe de la pathologie tumorale, partant que la victime avait été exposée in utero à la molécule litigieuse, de sorte qu’il appartenait alors à chacun des laboratoires mis en cause de prouver que son produit n’était pas à l’origine du dommage. » Le 26 octobre 2012, les deux laboratoires sont condamnés à verser 213 000 euros de dommages et intérêts à Marie-Élise, une jeune femme exposée au Distilbène pendant la grossesse de sa mère. L'autre plaignante, Sophie, a été déboutée par les juges qui estiment que son problème d'infertilité ne serait pas lié au Distilbène.
En dépit de ces jurisprudences, le poids de la procédure judiciaire demeure individuel et extrêmement lourd pour les victimes, ce qui explique le nombre relativement faible de procédures. Selon Anne Levadou, présidente de l'association Réseau DES France : « Ces femmes s'occupent en priorité de soigner leur cancer et gèrent de surcroît des grossesses difficiles. Le poids d'une bataille devant les tribunaux les dissuade d'agir. » Longtemps demandée en vain par les associations spécialisées, une structure d'indemnisation aurait pu être mise en place pour les 80 000 femmes françaises victimes, à l'image de celle qui a été mise en place aux Pays-Bas.

### Aux Pays-Bas
Interdit en 1977, un fonds d'indemnisation a été créé [réf. souhaitée].
Une étude néerlandaise parue en 2002 révèle que le DES continuerait à provoquer des malformations sur des petits garçons dont la grand-mère a été traitée  [réf. souhaitée].

## Avec le recul
Avec un recul d'environ 55 ans, on constate que le DES a été mis sur le marché sans aucune évaluation initiale, et sans être breveté. Le risque tératogène n'a pas été pris en compte, et la mise en place d'un système d'alarme a été trop longue.
L'exemple du DES souligne l'attention et la prudence qui doivent être de mise lors des prescriptions médicamenteuses, et plus particulièrement hormonales, chez la femme enceinte.
Surgissant dix ans après l'affaire de la thalidomide, l'affaire Distilbène amena les scientifiques à reconsidérer leur compréhension de l’environnement fœtal : jusqu'alors, le placenta était considéré comme une barrière inviolable.
La responsabilité du DES dans la genèse de ces différentes pathologies sera longtemps discutée, et elle le reste,, étant donné les importants biais statistiques qui entachent la plupart des études consacrées à ce sujet ; mais certaines pathologies, comme les malformations génitales et l'infertilité, resteront indéniablement rattachées à ce produit.
Après les questions soulevées par plusieurs autres scandales médicaux, l'affaire du Distilbène est étudiée par la sociologie sous l'angle de la construction et de la diffusion des connaissances comme un exemple d'échecs répétés.

## Conséquences de l'exposition au DESin uterochez la fille
L'ensemble des anomalies génitales apparues chez les filles de mères ayant consommé du DES lors de leur grossesse a été décrit, dans le monde médical, sous le nom de « DES syndrome ».

### Syndrome DES

#### Physiopathologie
L'exposition au DES peut entraîner, chez le fœtus de sexe féminin, deux types d'anomalies génitales : des anomalies de l'épithélium cervical et vaginal (bénignes ou malignes) et des malformations utérines et tubaires.
La physiopathologie de ces anomalies a essentiellement été étudiée sous son aspect clinique et épidémiologique, peu de travaux ayant été consacrés à l'expérimentation animale.

##### Embryologie du tractus génital féminin
Chez tous les fœtus humains coexistent deux types de structures : les canaux de Müller, en nombre pair, qui donneront naissance (chez le fœtus de génotype 46,XX) à la majeure partie des organes génitaux féminins ; et les canaux de Wolff, également en nombre pair, qui donneront naissance (chez le fœtus de génotype 46,XY) à la majeure partie des organes génitaux masculins,.
Rappelons schématiquement que le développement du tractus génital féminin s'effectue en quatre phases :
- de la 6e à la 8e semaine du développement embryonnaire (DE) :
lors de cette première période, les canaux de Wolff (dits également canaux mésonéphrotiques) et les canaux de Müller (dits également canaux para-mésonéphrotiques) coexistent.
 Les canaux de Müller étant chacun divisé en trois parties :
 Une première partie (formée à la 6e semaine du DE) supérieure (ou plus exactement « crâniale » pour utiliser le terme anatomique), verticale, s'ouvrant dans la cavité cœlomique (c'est-à-dire la future cavité péritonéale).
 Une seconde partie (formée à la 7e semaine du DE) horizontale, qui croise le canal de Wolff homolatéral (c'est-à-dire du même côté).
 Une troisième partie (formée à la 8e semaine du DE) inférieure (ou plus exactement « caudale » pour utiliser le terme anatomique), verticale, qui est destinée à fusionner avec son homologue controlatérale (c'est-à-dire de l'autre côté) pour donner naissance au « canal utérovaginal ».
 NB : Les deux premières parties du canal de Müller donneront naissance aux trompes, alors que le « canal utérovaginal » donnera l'utérus ;
- de la 9e à la 10e semaine du DE :
les parties « caudales » (inférieures) des canaux de Müller vont fusionner (donnant ainsi naissance au « canal utérovaginal », encore barré, à ce stade, par la « cloison intermüllerienne » en son milieu) ; et les canaux de Wolff amorcent leur régression ;
- de la 11e à la 13e semaine du DE :
la « cloison intermüllerienne » va se résorber, débutant ainsi la formation de l'utérus (qui se poursuivra jusqu'à la 16e semaine du D.E.). Les canaux de Wolff poursuivent leur régression, en ne laissant finalement que deux vestiges inconstants : l'époophore (à proximité du pavillon de la trompe, et l'organe de Gärtner (dans la partie inférieure de la paroi vaginale) ;
- de la 14e à la 20e semaine du DE :
le vagin va se former.
 Deux théories existent sur la formation du vagin :
  - une théorie « sinusale » : d'après cette théorie, le vagin se forme par évidement de la « plaque vaginale » (issue de la confluence des « bulbes sinovaginaux », nés eux-mêmes du « sinus urogénital ») ;
  - une théorie « sinuso-müllerienne » : d'après cette théorie, le vagin aurait une origine double : les 4/5e supérieurs proviendraient du « canal utérovaginal » (dont on a vu qu'il provenait lui-même de la fusion des parties « caudales » (inférieures) des canaux de Müller) et le 1/5e inférieur serait issu du « sinus urogénital ».

Quoi qu'il en soit, toute cette phase du développement embryonnaire (de la 6e à la 20e semaine du D.E.) est étroitement soumise à des facteurs hormonaux et notamment à l'influence des œstrogènes.

##### Expérimentation animale
Les animaux étudiés sont la souris, le rat, le hamster et le macaque,,,. Les lésions bénignes décrites dans l'espèce humaine sont retrouvées chez tous les animaux étudiés, alors que le cancer à cellules claires du vagin n'est retrouvé que chez la souris.
- Les anomalies cervicales et vaginales :
 Les études chez l'animal confirment la fréquence de l'adénose (ce terme sera explicité plus loin dans cet article) et des autres anomalies cervicales et vaginales[59].

Trois actions du DES ont été individualisées :
1. Le DES stimule la croissance des microvillosités des cellules épithéliales[59],[60].
2. Le DES déplace la zone de jonction squamocylindrique (c’est-à-dire la zone où se rencontrent l'épithélium malpighien et l'épithélium glandulaire au niveau du col utérin) vers le vagin[61].
3. Le DES entraîne une métaplasie utérine des cellules claires[59].

- Les modifications utérines :
 Elles sont également retrouvées chez l'animal[55],[60], et restent difficiles à expliquer.

Une étude menée par R. Wordinger en 1991 montrait l'existence, chez la souris exposée au DES, d'une hypertrophie des cellules épithéliales superficielles de la cavité utérine, ainsi qu'une formation prématurée des glandes utérines pendant la première semaine de vie. Il est à noter qu'aucune étude expérimentale n'a été consacrée à l'action du DES sur la vascularisation utérine.

##### Effets du DESin vitro
La toxicité du DES (et notamment son action cancérigène, qui a été démontrée in vitro) serait due à son action ou à celles de ses métabolites, sur le matériel génétique des cellules cibles,,, : échanges de chromatine, anomalies de synthèse de l'ADN, aberrations chromosomiques…
Des modifications enzymatiques ont également été mises en évidence, pouvant expliquer les anomalies fonctionnelles (incompétence cervicale, anomalies tubaires).

##### Hypothèses proposées
- Hypothèse « corporéale »[64] :
 L'action du DES serait conjointe sur les canaux de Müller et de Wolff. Sachant que ces deux structures coexistent chez l'embryon au stade indifférencié, et sont placées dans un mésenchyme commun qui les solidarise l'une à l'autre. « Si l'on tient compte du fait que les canaux de Wolff sont encore habituellement trouvés chez les embryons au stade de 70 mm, c'est-à-dire entre 3 et 4 mois, on peut comprendre les modifications de l'utérus des fillettes au DES. Alors que les canaux de Müller se développent normalement (ou, peut-être même sont-ils soumis à une certaine stimulation), la régression excessive des canaux de Wolff sous l'effet du DES oblige les canaux de Müller à subir une incurvation et à diverger horizontalement l'un par rapport à l'autre. Cette divergence horizontale serait à l'origine de l'aspect en T, tandis que l'incurvation vers l'intérieur de chacun des canaux de Müller rendrait compte du rétrécissement de la cavité corporéale visible au-dessous des cornes et éventuellement de la dilatation en forme de bulbe sus-isthmique ».

Cette hypothèse a le mérite d'expliquer les malformations de la cavité utérine, mais ne donne pas d'explication aux anomalies cervicales et vaginales, et notamment au déplacement de la zone de jonction (zone de rencontre entre l'épithélium malpighien et l'épithélium glandulaire sur le col de l'utérus) vers le vagin.
- Hypothèse « cervicale »[65] :
 Cette hypothèse, contrairement à la précédente, a le mérite d'expliquer toutes les anomalies bénignes dues au DES.

D'après H.N. Minh, partisan de la théorie sinusale pure de l'embryogenèse vaginale, c'est le développement exagéré de la portion caudale des canaux de Müller (qui donnera naissance au canal utérovaginal) qui expliquerait à la fois les anomalies cervicales et les anomalies corporéales (anomalies du corps de l'utérus).
Ainsi, cette hypertrophie de la portion caudale des canaux de Müller déterminerait le blocage de la montée de la plaque vaginale (et donc le déplacement de la zone de jonction vers le vagin), et l'absence de modelage du col utérin (ce qui expliquerait les nombreuses anomalies de forme du col). Mais aussi, cette hypertrophie des portions caudales refoulerait les portions moyennes des canaux de Müller vers le haut. Or, ces portions moyennes, « retenues par le mésenchyme du mésentère postérieur et par leur attachement aux ligaments inguinaux », sont contraintes de diverger horizontalement (ce qui explique la forme en T de ces utérus, mais aussi leur petite taille (hypoplasie)).

##### Effets dose et effets temps
- Effets dose :
 La posologie préconisée par O.W. Smith[17] prévoyait une dose de 5 mg par jour à partir de 6 semaines de grossesse avec une augmentation de 5 mg par jour tous les 15 jours jusqu'à 25 mg par jour puis une augmentation de 5 mg toutes les semaines jusqu'à la 33e semaine de grossesse. Ce schéma pseudo-scientifique n'a pas toujours été suivi ; certaines patientes n'ayant été « traitées » qu'au 2e trimestre de leur grossesse.
 Il est donc pratiquement impossible aujourd'hui de connaître les doses prises par les mères de patientes DES. Il semblerait cependant que les effets aient été les mêmes en cas de dose moindre que celle préconisée par O.W. Smith[66].
 Cependant, aucun auteur n'a actuellement pu étudier les effets dose.
- Effets temps :
 Selon que la mère ait pris du DES avant la 12e semaine de grossesse, entre 13 et 18 semaines, ou après 19 semaines, on constate un taux décroissant des anomalies dues au DES, comme l'a montré R.H. Kaufman[67], et comme le montre le tableau ci-dessous, tiré du travail du Collège national des gynécologues et obstétriciens français[68] :

| Début d'exposition | Anomalies de l'utérus | Anomalies du col | Adénose vaginale |
| ------------------ | --------------------- | ---------------- | ---------------- |
| Avant 12 semaines  | 71 %                  | 75 %             | 64 %             |
| 13 à 18 semaines   | 62 %                  | 62 %             | 87 %             |
| Après 19 semaines  | 40 %                  | 40 %             | 20 %             |

En réalité, les choses sont moins simples :
- dans le groupe exposé avant 12 semaines, KAUFMAN compare 8 patientes présentant une hystérosalpingographie normale (ces patientes ont des anomalies du col dans 2 cas et une adénose (ce terme sera expliqué plus loin dans cet exposé) dans 4 cas) et 20 patientes présentant une hystérosalpingographie anormale (il n'y a alors pas d'anomalie cervicale dans un cas et pas d'adénose dans 6 cas). KAUFMAN en conclut que les organes génitaux ne se comportent pas obligatoirement comme des organes cibles vis-à-vis du DES avant la formation définitive de l'utérus ;
- 40 % des malformations utérines sont observées dans le groupe exposé après 19 semaines (alors que l'utérus est formé). KAUFMAN en conclut que le DES peut agir sur le développement de l'utérus déjà formé.

En conclusion, on peut très schématiquement retenir trois types d'action du DES sur les tissus cibles :
1. action carcinogène et mutagène sur le génome ;
2. modifications enzymatiques probablement responsables d'anomalies fonctionnelles ;
3. modifications de structure des épithéliums, et des canaux de Müller et de Wolff.

#### Les anomaliescervico-vaginales

##### L'adénose cervicovaginale
L'adénose cervicovaginale est définie par la présence anormale d'un épithélium glandulaire (dit « ectopique ») sur l'exocol et sur le vagin, ainsi que par des anomalies de structure du col et du vagin fréquemment associées.
- Prévalence :

Elle est estimée à 30 % des sujets exposés (soit environ 60 000 femmes en France), et atteindrait 60 % des sujets lorsqu'il existe des symptômes liés à cette adénose.
Le risque d'adénose semble lié essentiellement à la précocité du traitement par le DES, plus qu'à la durée, comme l'a montré A. L. HERBST qui trouve une action néfaste du DES lorsqu'il a été prescrit entre 6 et 17 semaines de grossesse, alors qu'il ne retrouve pas d'adénose lorsque la prescription a été faite après 18 semaines (contrairement à R. H. KAUFMAN qui trouve 20 % d'adénose après 18 semaines).
- Causes :
elles restent controversées, par le fait même qu'il existe encore des controverses quant à l'embryogenèse du vagin.

Il semblerait que la théorie mixte sinuso-müllerienne (selon laquelle les quatre cinquièmes supérieurs du vagin seraient tapissés d'un épithélium glandulaire müllerien, dérivant du canal utérovaginal, et le cinquième inférieur d'un épithélium malpighien sinusal, dérivant du sinus urogénital) soit de moins en moins admise.
C'est actuellement la théorie uniciste sinusale pure qui prévaut. Selon cette théorie, tout le vagin et la partie intravaginale du col sont tapissés d'un épithélium malpighien sinusal. Il existerait, sous l'influence du DES, une fluctuation de la ligne de démarcation sinuso-müllerienne. L'épithélium malpighien sinusal serait repoussé par l'épithélium glandulaire de l'endocol qui « coloniserait » alors largement l'exocol et une partie plus ou moins importante du vagin.
- Diagnostic :

Clinique et colposcopique :
L'adénose ne donne généralement pas de symptômes, mais elle peut se révéler par des leucorrhées ou par des métrorragies.
Elle siège sur le col et le vagin à son tiers supérieur, très rarement dans ses deux tiers inférieurs.
Deux formes ont été décrites :
- Les formes glandulaires pures :
Ces formes sont rarement observées (ceci est dû à la réparation métaplasique qui débute très tôt au niveau du vagin).
Ces formes siègent au niveau du col (« ectropion congénital ») et du fond vaginal.
En colposcopie, l'adénose se traduit par une zone rouge, étendue, d'aspect mamelonné, qui se colore en blanc après application d'acide acétique tout en gardant une bordure nette, et qui ne se colore pas par l'application d'iode concentré (Lugol).
- Les formes glandulaires remaniées :
De loin les plus fréquentes, elles constituent en fait un mode d'évolution de l'adénose.
Les aspects sont variables selon la nature et la progression du processus de réparation métaplasique, qui évolue de manière centripète. Cette réparation va se traduire par une coloration blanche après application d'acide acétique, dont les contours sont parfaitement nets, réalisant une zone de « transformation atypique de grade 1 » selon la dénomination colposcopique.
À terme, cette zone peut se transformer en un épithélium malpighien, ou évoluer vers une kératose.
Cytologique :
La présence, au frottis, de cellules glandulaires et de cellules métaplasiques, avec ou sans gouttelettes de mucus intra-cytoplasmiques, est évocatrice d'une adénose. (En excluant, bien sûr, une contamination par des cellules de l'endocol).
Histologique :
La biopsie n'est pas indispensable au diagnostic. Elle pourra parfois même être trompeuse en surévaluant la gravité des lésions. (Elle devient cependant indispensable en cas d'anomalies cytologiques et de colposcopie suspecte). Si elle est réalisée, elle confirmera aisément le diagnostic.
- Évolution :

Régression :
C'est une évolution fréquente. Le pourcentage de régression variant, selon les auteurs, entre 29 % et 75 %, et ceci de 3 à 5 ans après le diagnostic initial. La disparition complète de l'adénose est également possible dans 32 % des cas, 4 à 5 ans après le diagnostic initial,.
Risque de dysplasie :
Les résultats des études consacrées à ce sujet sont assez discordants, mais il semblerait que les dysplasies du col de l'utérus et du vagin soient plus fréquentes chez les patientes DES.
Robboy, en 1981, a étudié 4589 patientes par cytologie du col de l'utérus, et a retrouvé 1,8 % de dysplasies (pourcentage significativement non différent de celui de la population témoin). Alors que N.C. FOWLER, la même année, étudiant 325 patientes par colposcopie et biopsie, trouve 16,2 % de dysplasies. Ce qui sera confirmé par S.J. ROBBOY en 1984, dans une étude portant sur 3980 patientes (par colposcopie et histologie), où il retrouve 15,7 % de dysplasies contre 7,9 % chez les témoins.
Ces discordances peuvent éventuellement s'expliquer par l'échantillonnage des patientes dans les différentes études, mais aussi par l'âge des patientes au moment de l'étude,.
De plus, l'adénose semble être un facteur prédisposant à l'infection par les Papillomavirus humains, comme l'a montré J. BORNSTEIN en 1987, qui retrouve l'HPV16 dans le génome des cellules atypiques des cinq femmes ayant développé une dysplasie du vagin alors qu'elles étaient surveillées dans le cadre de l'étude.
Risque d'adénocarcinome à cellules claires ?
L'hypothèse d'une filiation entre l'adénose et l'adénocarcinome à cellules claires du vagin a maintes fois été soulevée, notamment par S.J. ROBBOY en 1984.
Aucune étude n'a, jusqu'à présent, établi un lien formel entre ces deux anomalies, et la différence de fréquence (30 % pour l'adénose contre 1/1000 pour l'adénocarcinome à cellules claires) ne plaide pas en faveur de cette filiation.
La question, à ce jour, reste posée…
- Conduite à tenir :

En raison de l'évolution spontanément favorable de l'adénose, une simple surveillance annuelle, par cytologie et colposcopie, est conseillée. En gardant à l'esprit le risque accru de dysplasie (ce qui conduira à pratiquer des biopsies au moindre doute),,.
Le traitement est essentiellement local, au cas par cas, faisant appel aux anti-infectieux et aux trophiques locaux en cas de contraception par pilule.
Il faut s'abstenir de tout traitement physique (électrocoagulation, cryothérapie, LASER), qui pourrait entraîner une sclérose du col de l'utérus, voie une sténose (rétrécissement anormal), sans pour autant diminuer le risque de dysplasie,.

##### Les anomalies cervicovaginales structurales
Il s'agit d'anomalies anatomiques touchant l'aspect même du col de l'utérus ou du vagin.
Selon les auteurs,,, ces anomalies seraient observées chez 22 à 58 % des patientes exposées, elles peuvent être associées à l'adénose, ou isolées, en cas d'exposition plus tardive à partir de 20 semaines de grossesse.
Différents aspects ont été décrits :
1. Hypoplasie du col de l'utérus, avec un aspect de petit col conique.
2. Cervicovaginal hood (sillon circulaire séparant la partie interne du col et une collerette périphérique de col utérin.
3. Aspect en « casquette d'aviateur » (protubérance de la berge antérieure du col utérin.
4. Crêtes transversales crénelées du col.
5. Aspect de pseudo-polype du col.
6. Déformations de l'orifice du col en S, en T, ou en Y.
7. Présence d'un diaphragme vaginal partiel (repli du vagin cachant une partie latérale du col).
8. Présence d'un diaphragme vaginal circulaire (« coiffant » le col en périphérie).
9. Présence d'un bourrelet vaginal.

Ces lésions structurales ont tendance à régresser spontanément, voire à disparaître avec le temps, mais le délai serait plus long que pour l'adénose :
D.A. Antonioli observe un effacement partiel du hood dans 52,8 % des cas et une disparition dans 28 % des cas.
Et A.L. HERBST, qui observait 56 % de crêtes transversales chez 338 patientes DES, n'en retrouve que 24 % quatre ans plus tard.
Quoi qu'il en soit, ces lésions ne semblent pas avoir de conséquences fâcheuses en elles-mêmes, et il n'est, en général, proposé aucun traitement.

##### L'adénocarcinome à cellules claires (ACC) du vagin
- Rôle du DES / Épidémiologie[86],[87] :

C'est en 1970 qu'A.L. HERBST suggère le rôle du DES dans la genèse de l'adénocarcinome à cellules claires (ACC) du vagin, dans une étude cas-témoin portant sur 8 cas d'ACC appariés à 32 cas témoins. 7 patientes sur 8 avaient été exposées in utero au DES.
Un registre des observations d'ACC est mis en place dès 1972, et les cas enregistrés ont été colligés par A.L. HERBST et son équipe. Le nombre de cas enregistrés a augmenté jusqu'en 1975, et s'est mis à décliner ensuite. Cette évolution est parallèle, avec un décalage de 20 ans, à celle des ventes de DES,. L'âge moyen des patientes, en 1991, est de 20 ans, avec des extrêmes allant de 7 à 34 ans.
Ce registre comprenait, en 1991, près de 600 cas dont les deux tiers sont apparus chez des patientes DES. En effet, en 1987, A.L. HERBST publie une mise à jour sur 519 patientes : dans 60 % des cas il existait une preuve de l'exposition au DES, et dans 12 % des cas d'autres hormones avaient également été prescrites pendant la grossesse (œstrogènes et/ou progestatifs). Dans 30 % des cas, aucun traitement hormonal n'avait été prescrit.
D'autres études ont, depuis, conforté l'hypothèse du rôle du DES (ne fût-ce que comme cofacteur) dans la responsabilité des ACC, comme le montrent J.R. DELPERO et D. DARGENT,.
Le tableau ci-dessous (d'après DELPERO) montre le nombre de malades porteuses d'un ACC (selon trois études), selon que leurs mères aient pris ou non du DES pendant leur grossesse :
| Auteur    | Exposées au DES | Non-exposées au DES |
| --------- | --------------- | ------------------- |
| HERBST    | 7               | 1                   |
| GREENWALD | 6               | 0                   |
| HENDERSON | 6               | 1                   |

Le risque de survenue d'un ACC est estimé à 1/1000 environ chez les patientes DES,,. Sachant que le nombre de ces femmes est estimé à 1 700 000 aux États-Unis, 1 700 ACC sont « attendus » dans ce pays jusqu'en 2010. En France, le nombre des patientes DES est estimé à 80 000 (ce qui est probablement une sous-estimation), on « attend » donc au moins 80 ACC jusqu'en 2010 (sachant qu'en 1991, 30 cas environ avaient été répertoriés).
- Histologie[86] :

Il existe, sommairement, quatre types de cancers du vagin :
1. Les carcinomes épidermoïdes (ou malpighiens) : 90 % environ.
2. Les adénocarcinomes : 9 % environ (3 types d'adénocarcinomes du vagin sont décrits : à cellules cylindriques, endométrioïdes, et à cellules claires (ACC).
3. Les sarcomes : Moins de 2 %.
4. Les cancers rares (tumeurs embryonnaires, mélanomes malins, etc.).

Les ACC peuvent, eux-mêmes, se présenter sous quatre formes différentes :
1. ACC à composante solide.
2. ACC à composante papillaire.
3. ACC à composante tubulocystique.
4. Formes combinées.

Il semblerait que le pronostic soit meilleur pour les formes tubulocystiques que pour les trois autres formes, et ceci de façon statistiquement significative.
- Clinique :

Le diagnostic est évoqué devant l'apparition de métrorragies ou de leucorrhées sans caractère spécifique, parfois aussi devant l'apparition récente de dyspareunies (douleurs pendant les rapports sexuels), mais ce diagnostic est porté dans 20 % des cas lors de la surveillance systématique des patientes DES. L'âge moyen au moment du diagnostic est de 20 ans.
L'ACC se présente classiquement sous la forme d'une tumeur du tiers supérieur du vagin, à sa face postérieure (mais d'autres localisations sont possibles), débordant dans 50 % des cas sur le col. Dans les tumeurs volumineuses, plusieurs localisations peuvent coexister (on parle alors de tumeur multifocale). La propagation des cellules tumorales sous la muqueuse du vagin est fréquente.
Le volume varie de tumeurs microscopiques à des masses dépassant les 10 cm de diamètre, d'aspect polypoïde (ressemblant à un polype) et nodulaire, mais parfois plates (on parle alors de tumeurs planes) ou ulcérées. Elles peuvent dans certains cas être invisibles en colposcopie. Leur infiltration en profondeur est, généralement, limitée.
Le diagnostic des ACC se fait, dans 70 % des cas, à un stade débutant (stade I), contre moins de 10 % à un stade avancé (stade III et IV) (Voir tableau de la classification de la Fédération Internationale des Gynécologues-Obstétriciens (FIGO) des cancers du vagin ci-dessous).
Malheureusement, 15 à 20 % des stades I et 30 à 50 % des stades II présentent déjà des métastases dans les ganglions lymphatiques.
| Stade FIGO | Description |
| ---------- | --- |
| 0          | Carcinome pré-invasif (carcinome in situ) |
| I          | Tumeur limitée à la paroi du vagin |
| II         | Tumeur atteignant les tissus sous-vaginaux (« paravagin ») mais sans s'étendre à la paroi du pelvis : Subdivisée en IIa (sans envahissement des ligaments du col utérin (« paramètre »)), et IIb (avec envahissement des ligaments du col utérin (« paramètre »)). |
| III        | Tumeur s'étendant à la paroi du pelvis. |
| IVa        | Tumeur s'étendant à la muqueuse de la vessie et/ou du rectum, et/ou s'étendant au-delà du pelvis. |
| IVb        | Dissémination dans des organes éloignés (métastases). |

- Traitement et survie[77],[86],[94],[95] :

Les ACC chez les patientes DES se caractérisent par un pronostic généralement favorable, : 80 % de rémission à 5 ans, tous stades confondus, et 90 % pour les stades I. Ce bon pronostic autorise, dans la mesure du possible, un traitement visant à sauvegarder les ovaires et leur fonction, ainsi que l'utérus et la fonction de reproduction.
Longtemps exclusivement chirurgical (basé sur une ablation de l'utérus de son col, de ses ligaments, et de la partie supérieure du vagin (« colpohystérectomie élargie ») associée à une ablation des ganglions lymphatiques du pelvis), le traitement des ACC a bénéficié de plus en plus des progrès de la radiothérapie.
Le protocole proposé par la FIGO, pour les stades I à III, est le suivant :
Laparotomie exploratrice pour pratiquer l'évaluation des ganglions lymphatiques et pour pratiquer une transposition ovarienne (déplacement des ovaires plus haut que le pelvis, afin d'éviter leur irradiation au moment de la radiothérapie) :
1. En l'absence d'atteinte des ganglions lymphatiques : curiethérapie du col et du vagin par un « moule » intra-vaginal adapté à la forme de la lésion.
2. En cas d'atteinte des ganglions lymphatiques : Radiothérapie externe du pelvis (à la dose de 40 à 50 grays, puis curiethérapie complémentaire pour obtenir la stérilisation complète de la tumeur.
3. S'il existe des métastases dans d'autres organes : chimiothérapie.

Le traitement chirurgical d'ablation utérine et/ou vaginale est réservé aux rechutes secondaires.
Bien entendu, certains cas sont encore susceptibles de relever d'un traitement chirurgical premier ou exclusif. Cette chirurgie est plus ou moins étendue selon le stade de la tumeur, avec des possibilités ultérieures de reconstruction du vagin par diverses techniques.
Les taux de survie à 5 ans, en fonction du stade, sont les suivants :
88 à 90 % pour les stades I, 76 % pour les stades II, 30 % pour les stades III et 20 % pour les stades IV.
Les rechutes se voient essentiellement dans les trois premières années après le traitement, leur fréquence est estimée à 28 %, et plus de la moitié de ces rechutes surviennent sur le vagin ou dans le pelvis.
Deux facteurs conditionnent le pronostic des ACC du vagin : le stade de la tumeur au moment du diagnostic et le statut des ganglions lymphatiques (envahis, ou non envahis).

#### Les anomalies utéro-annexielles
Dès 1977, R.H. KAUFMAN attire l'attention sur les lésions utérines des femmes exposées au DES in utero. D'autres études parues depuis viendront conforter cette hypothèse.
En 1981, A.H. DECHERNEY décrit des anomalies tubaires chez ces femmes, pouvant expliquer la survenue d'une stérilité ou d'une grossesse extra-utérine.

##### Les anomalies utérines
- Fréquence :

Leur fréquence est estimée à 70 % des femmes exposées in utero au DES, selon R. H. KAUFMAN, d'après l'observation de 267 hystérographies.
Il semblerait que le risque d'anomalies utérines soit lié à la précocité du traitement par le DES, et non à la dose totale absorbée par la mère, comme l'a démontré R.H. KAUFMAN qui trouve 73 % d'anomalies utérines lorsque l'exposition au DES a débuté avant la 12e semaine de grossesse, 66 % lorsque le produit a été administré entre 13 et 18 semaines, et 45 % après la 19e semaine.
Ces anomalies utérines sont plus fréquemment rencontrées en cas d'anomalies du col et du vagin (voir tableau ci-dessous (d'après B. BLANC)), comme l'a démontré R.H. KAUFMAN, mais 50 % d'entre elles restent isolées.
|                        | Anomalies du vagin | Pas d'anomalies du vagin | Anomalies du col | Pas d'anomalies du col |
| ---------------------- | ------------------ | ------------------------ | ---------------- | ---------------------- |
| Anomalies utérines (%) | 82 %               | 44 %                     | 86 %             | 56 %                   |

Pour plus de clarté, ce chapitre traite séparément les anomalies de taille (hypoplasie utérine) et les anomalies de forme (malformations utérines imputables au DES), sachant qu'elles sont le plus souvent associées.
« L'incompétence » du col de l'utérus sera traitée, elle, dans le chapitre concernant l'évolution des grossesses.
- Anomalies de taille : L'hypoplasie utérine.

L'hypoplasie utérine se définit classiquement par une distance entre les deux cornes utérines inférieure à 4 cm et une inversion du rapport « longueur du corps utérin / longueur du col de l'utérus » (qui est normalement supérieur à 1), ces deux paramètres étant mesurables par l'hystérographie, par l'échographie, ou par l'IRM.
Dans les cas extrêmes, on parle d'hypotrophie de l'utérus (distance entre l'orifice interne du col de l'utérus et le fond utérin inférieure à 2,5 cm).
La fréquence de cette « petitesse » utérine due au DES est diversement appréciée par les études : 44 % des femmes exposées d'après A. CABAU, et 9 % seulement pour R.H. KAUFMAN, mais ses caractéristiques sont particulières. En effet, A. HANEY a montré que seule la distance « orifice interne du col - fond de la cavité utérine » était diminuée, alors que la distance entre les deux cornes utérines était égale ou supérieure à 4 cm, c'est-à-dire comparable à celle des utérus normaux (ceci pouvant s'expliquer par l'aspect de l'utérus « en T » souvent rencontré chez les femmes exposées au DES). Il en conclut que la surface totale de l'endomètre (muqueuse de l'utérus) n'est pas diminuée chez ces femmes, par rapport aux femmes ayant un utérus normal.
Curieusement, une étude de P.P. HORNSBY concernant les effets du DES sur le cycle menstruel et portant sur 542 patientes montrait une durée des règles écourtée d'un jour et demi en moyenne par rapport à la population générale, ainsi qu'une abondance moyenne du flux menstruel diminuée (sans que des anomalies du cycle aient été notées). Cette diminution du flux menstruel, qui semble tout de même à mettre sur le compte d'une diminution de la surface de l'endomètre, est également retrouvée par L. COUSINS.
G.N. VISCOMI, en 1980, a été le premier à pratiquer une étude échographique des « utérus DES » chez 18 femmes exposées au DES (comparées à un groupe témoin de 20 femmes non exposées). Il a mesuré, pour chaque femme, la longueur de l'utérus (L), sa largeur (W), et son épaisseur (D), ce qui lui a permis de calculer le volume [utérin global par la formule : V = 4/3π x L/2 x D/2 x W/2. Tous les paramètres mesurés (longueur, largeur, et épaisseur utérine) ainsi que le volume utérin calculé étaient significativement diminués dans le groupe des femmes exposées au DES (voir tableau ci-dessous).
|                   | Groupe « normal » (n=20) | Groupe DES (n = 18) |
| ----------------- | ------------------------ | ------------------- |
| Longueur utérine  | 8,1 cm +/- 0,77          | 6,8 cm +/- 0,4      |
| Largeur utérine   | 5,1 cm +/- 2,75          | 4,6 cm +/- 1,9      |
| Epaisseur utérine | 4,3 cm +/- 1,10          | 3,1 cm +/- 0,6      |
| Volume utérin     | 90 cm3 +/- 22            | 49,4 cm3 +/- 25,5   |

Toutes ces données amènent à certaines conclusions concernant la « petitesse » utérine due au DES : le volume utérin global est réduit, aux dépens du corps de l'utérus (inversion du rapport corps/col), mais la surface de la cavité utérine ne serait pas réduite (bien que ce sujet prête encore à discussion).
- Anomalies de forme : Les malformations utérines imputables au DES.

Plusieurs types de malformations utérines ont été décrites dans la littérature médicale,,,,,. Leur physiopathologie n'est que partiellement comprise, reposant essentiellement sur des anomalies de la fusion des canaux de Müller.
Leur fréquence est diversement appréciée selon les auteurs (69 % des femmes exposées, selon KAUFMAN (hypoplasie comprise)).
Les malformations les plus fréquemment retrouvées sont les suivantes :
1. Utérus « en T ».
2. Dilatation de l'utérus au-dessus de l'isthme, avec aspect rétréci de l'isthme.
3. Distension des cornes utérines, en forme de bulbe.
4. Aspect rétréci, annulaire, des cornes utérines.
5. Aspect irrégulier, « tourmenté », des bords de la cavité utérine.
6. Utérus bicorne bicervical.
7. Présence de synéchies des bords de la cavité utérine.

- Associations :

Le plus souvent, diverses anomalies sont associées sur le même utérus.
La fréquence de ces associations, diversement appréciée selon les auteurs, est rapportée ici à titre d'exemple,, :
1. Utérus « en T » avec hypoplasie : 31 %.
2. Utérus « en T » isolé : 19 à 50 %.
3. Hypoplasie isolée : 13 %.
4. Utérus « en T » avec rétrécissement de l'isthme, dilatation au-dessus de l'isthme, aspect irrégulier des bords, distension des cornes utérines, rétrécissement des cornes utérines : 13 à 33 %.
5. Rétrécissement de l'isthme isolé : 4 à 11 %.
6. Autres : 4 %.

##### Anomalies annexielles
- Anomalies tubaires :

DECHERNEY a décrit chez 16 femmes des anomalies de la partie distale de la trompe : paroi amincie, hypoplasie du pavillon, phimosis.
BELAÏSCH rapporte des aspects particuliers en hystérosalpingographie : trompes « étirées » vers le bas (comme si une traction s'était effectuée pendant la vie embryonnaire).
Ces anomalies pourraient être à l'origine de grossesses extra-utérines.
- Autres anomalies annexielles :

Une plus grande fréquence des infections génitales hautes (salpingites) chez les femmes DES a été rapportée par HERBST.

### Les conséquences sur la fonction de reproduction
Les troubles de la reproduction chez les filles ou petites-filles ou petits-fils DES ont fait l'objet de bien moins d'études que le risque de tumeur ou d'hypospadias, mais il est admis que les multiples anomalies portant sur l'appareil génital chez les femmes exposées au DES in utero vont se manifester essentiellement par leurs conséquences sur la fertilité et le déroulement des grossesses. Ce sont ces conséquences qui, le plus souvent, vont amener la femme à consulter un gynécologue.

#### Conséquences sur la fertilité

##### Prévalence de la stérilité chez les femmes DES
Il est actuellement bien établi que les femmes exposées in utero au DES ont un taux de stérilité plus élevé que dans la population générale.
BIBBO, en 1977, rapportait un taux de 18 % de grossesses chez les femmes DES, contre 33 % chez les femmes non-exposées. Cette constatation est confirmée par HERBST en 1981 : 75 % de grossesses chez les femmes DES contre 92 % dans la population non-exposée.
Enfin, SENEKJIAN, en 1988, a mené une étude incluant 408 femmes exposées contre 388 femmes non-exposées, en comparant les taux de stérilité primaire et secondaire. Les résultats sont résumés dans le tableau qui suit :
|                      | Exposées au DES | Non exposées au DES |
| -------------------- | --------------- | ------------------- |
| Stérilité primaire   | 33 %            | 14 %                |
| Stérilité secondaire | 23 %            | 15 %                |

##### Les facteurs associés à la stérilité chez les femmes DES
- Facteur utérin :

C'est le premier facteur étudié.
L'étude la plus complète sur le sujet semble avoir été celle de R.H. KAUFMAN en 1986, qui incluait 632 patientes DES : 16 de ces femmes n'avaient aucune activité sexuelle, et n'ont pas eu d'hystérosalpingographie, et 616 avaient une activité sexuelle régulière : 367 d'entre elles n'avaient aucune contraception et envisageaient une grossesse. Ces 367 femmes ont toutes eu une hystérosalpingographie et ont toutes tenté d'obtenir une grossesse pendant au moins un an. Certaines ont été suivies pendant trois ans.
Les deux tableaux qui suivent résument les résultats de cette étude.
|                                                   | Hystérosalpingographie NORMALE | Hystérosalpingographie ANORMALE | TOTAL       |
| ------------------------------------------------- | ------------------------------ | ------------------------------- | ----------- |
| Nombre de femmes (et %)                           | 97 (26 %)                      | 270 (74 %)                      | 367 (100 %) |
| Ont tenté une grossesse pendant un an maximum     |                                |                                 |             |
| Ont obtenu une grossesse                          | 59 (61 %)*                     | 167 (62 %)*                     | 226 (62 %)* |
| N'ont pas obtenu de grossesse                     | 2 (2 %)*                       | 5 (2 %)*                        | 7 (2 %)*    |
| Ont eu une difficulté à concevoir de plus d'un an | 36 (37 %)*                     | 98 (36 %)*                      | 134 (36 %)* |
| Ont obtenu une grossesse                          | 21 (58 %)#                     | 55 (56 %)#                      | 76 (57 %)#  |
| Entre 1 et 3 ans                                  | 16 (76 %)§                     | 25 (45 %)§                      | 41 (54 %)§  |
| Après 3 ans                                       | 5 (24 %)§                      | 30 (55 %)§                      | 35 (46 %)§  |
| N'ont pas obtenu de grossesse                     | 15 (42 %)#                     | 43 (44 %)#                      | 58 (43 %)#  |
| Ont essayé 1 à 3 ans                              | 9 (60 %)°                      | 24 (56 %)°                      | 33 (57 %)°  |
| Ont essayé plus de 3 ans                          | 6 (40 %)°                      | 19 (44 %)°                      | 25 (43 %)°  |

(*) = Pourcentage des femmes étudiées.
(#) = Pourcentage des femmes ayant eu des difficultés à concevoir (de plus d'un an).
(§) = Pourcentage des femmes ayant eu des difficultés à concevoir mais ayant obtenu une grossesse.
(°) = Pourcentage des femmes ayant eu des difficultés à concevoir mais n'ayant pas obtenu de grossesse.
Cette première série de résultats suggère que la présence d'une anomalie utérine n'est pas un facteur contribuant à la stérilité. Le nombre de femmes avec une hystérosalpingographie normale et avec une hystérosalpingographie anormale qui ont eu des difficultés à concevoir est le même. Et inversement, chez les femmes ayant eu des difficultés à concevoir, la fréquence des hystérosalpingographies normales et anormales est la même.
L'étude s'intéresse alors aux relations existant entre la difficulté à concevoir et les types de malformations retrouvées à l'hystérosalpingographie :
| Fréquence (%) | Hystérosalpingographie                                           | Risque relatif |
| ------------- | ---------------------------------------------------------------- | -------------- |
|               | Anormale (Toutes anomalies confondues)                           | 1,02           |
| 50            | Utérus « en T »                                                  | 1,49           |
| 26            | Rétrécissement au-dessus de l'isthme utérin                      | 2,26           |
| 22            | Utérus « en T » avec rétrécissement au-dessus de l'isthme utérin | 2,63           |

Cette deuxième série de résultats montre que la présence d'un rétrécissement au-dessus de l'isthme utérin, ainsi que la présence d'un utérus « en T » avec rétrécissement au-dessus de l'isthme utérin, semblent liées à une plus grande fréquence de stérilités.
Ces données ont été confirmées par d'autres publications.
L. BOUBLI, par exemple, rapporte une fréquence de 46 % de grossesses chez les femmes avec une hystérosalpingographie anormale contre 45 % chez celles ayant une hystérosalpingographie normale.
Il semblerait donc que les anomalies utérines ne soient pas un facteur de stérilité chez ces femmes.
- Facteurs cervicovaginaux :

Anomalies cervicovaginales structurales :
Pour L. COUSINS, la présence d'anomalies du col utérin et du vagin n'a pas d'influence en matière de stérilité (41 % de stérilité en cas d'anomalies, 46 % sans anomalies, et 46 % dans un groupe témoin).
D'autres auteurs n'ont pas les mêmes conclusions. Ainsi, L. BOUBLI rapporte un taux de 77 % de stérilité en cas d'anomalies du vagin seules, et de 61 % en cas d'anomalies du col utérin et du vagin.
Il semblerait, à l'heure actuelle, que les études effectuées sur ce sujet ne permettent pas d'arriver à une conclusion définitive.
Anomalies de la glaire cervicale :
ROSENFELD et BRONSON ont rapporté une fréquence plus élevée de tests post-coïtaux médiocres chez les femmes DES (75 %), avec des conséquences péjoratives. Cette notion est également rapportée par A. CABAU.
Il n'y aurait, en tout cas, pas d'étude spécifique consacrée à ce sujet.
- Facteur tubaire :

Ce facteur de stérilité est déjà suggéré intuitivement par les aspects rencontrés en hystérosalpingographie dès les premières publications au sujet des femmes DES : la partie des trompes dénommée « isthme » est horizontalisée, et les trompes sont étirées vers le bas.
Des publications plus récentes confirment l'existence d'un facteur de stérilité lié aux trompes chez les femmes DES, soit en raison d'une obstruction des trompes, soit en raison de l'existence d'une endométriose des trompes. L. BOUBLI cite le chiffre de 42 % d'anomalies des trompes chez des femmes DES suivies pour une stérilité.
À notre connaissance, aucune étude spécifique consacrée à la perméabilité des trompes chez les femmes DES n'a été publiée à ce jour.
- Facteur endocrinien :

Des perturbations de la fonction hormonale de l'ovaire avaient déjà été mentionnées par M. BIBBO en 1977. Une étude de M.R. PERESS (cité par D. DARGENT va également dans ce sens : cet auteur a étudié 32 femmes exposées et 18 non exposées (dont 9 non hirsutes et bien réglées, et 9 hirsutes et mal réglées). L'hirsutisme est trouvé dans 72 % des cas et les perturbations menstruelles dans 50 % des cas chez les femmes exposées au DES (ce qui va, d'ailleurs, à l'encontre des études publiées sur le cycle menstruel de ces femmes,.
Le taux de testostérone, de delta-4-androstène-dione, de TBG et de LH mesurés chez les femmes exposées sont similaires à ceux des femmes non-exposées hirsutes, et significativement plus élevés que ceux des femmes non-exposées non hirsutes. Les taux de DHEA sont, par contre, plus bas dans le groupe des femmes exposées. Ce qui suggère que l'hyperandrogénie des femmes exposées au DES (pour peu qu'elle soit réelle !) est d'origine ovarienne.
Ces données n'ont pas été confirmées par d'autres études, et il faut rester très prudent quant à la réalité des anomalies hormonales chez les femmes exposées au DES.
- Facteur ovulatoire :

L. BOUBLI rapporte 38 % de troubles de l'ovulation chez les femmes exposées au DES contre 56 % dans un groupe témoin (non significatif).
A. CABAU (cité par I. BURESI) insiste en revanche sur la fréquence des troubles ovulatoires.
Cette notion, habituellement admise, n'a cependant jamais été démontrée scientifiquement, et les publications concernant la réponse ovarienne à des traitements de stimulation de l'ovulation (JONES) ont tendance à l'infirmer. (JONES retrouve 44,5 % d'ovocytes pré-ovulatoires, 26,7 % d'ovocytes immatures, et 28,7 % d'ovocytes dégénératifs chez les femmes DES ayant reçu une stimulation de l'ovulation, ce qui est similaire aux chiffres retrouvés chez des patientes non exposées au DES.
- Endométriose :

J. BERGER notait (avec une significativité statistique) une fréquence plus élevée de l'endométriose chez les femmes exposées au DES (64 % contre 40 % dans le groupe témoin).
A. CABAU insiste également sur cette fréquence.
STILLMAN, cependant, retrouve une fréquence plus élevée, mais non significative (50 % contre 39 % dans le groupe témoin).
- Facteur vasculaire :

Depuis un peu plus d'une dizaine d'années, plusieurs auteurs,, ont mis en évidence des anomalies de la vascularisation utérine lors de certaines périodes du cycle menstruel, ces anomalies étant susceptibles de jouer un rôle néfaste dans l'implantation de l'œuf fécondé au niveau de l'endomètre.
L'intérêt d'un traitement préventif par l'aspirine a été évoqué par plusieurs auteurs, et ce traitement fait maintenant partie de l'arsenal classique des traitements proposés aux femmes exposées au DES.
En définitive, les études scientifiques ne permettent pas de préciser clairement un ou plusieurs facteurs de stérilité ches les femmes exposées au DES. Chaque cas reste unique, et chaque couple doit bénéficier d'un bilan de stérilité « habituel » qui permettra parfois de retrouver la ou les causes de la stérilité.
Certaines notions se dégagent cependant, concernant la stérilité chez les femmes exposées au DES :
- Les anomalies utérines, cervicales, ou vaginales ne semblent pas entrer en jeu.
- Les facteurs hormonal et ovulatoire ne semblent pas avoir plus d'importance que dans la population générale.
- Il faut par contre être plus attentif aux anomalies tubaires et aux anomalies de la glaire cervicale, aux anomalies de la vascularisation utérine, et savoir rechercher avec soin une endométriose.

#### Conséquences sur l'évolution des grossesses
Les femmes exposées au DES in utero, lorsqu'elles sont enceintes à leur tour, sont significativement plus exposées que la population générale à certaines complications de la grossesse.
A.L. HERBST, en 1981, dans une étude incluant 338 patientes exposées au DES in utero (dont 150 qui étaient enceintes pour la première fois (« primigestes »)) comparées à un groupe témoin de 298 femmes (dont 181 « primigestes »), mettait l'accent sur une incidence accrue des avortements spontanés, des grossesses extra-utérines, et des accouchements prématurés dans le groupe des femmes DES (que ce soit chez les « primigestes » ou dans toutes les grossesses confondues).
Cette importante étude est résumée dans les deux tableaux ci-dessous :
Tableau 1 : Devenir des grossesses chez les primigestes :
|                                                | Patientes DES (n= 150) | Groupe témoin (n= 181) | p       |
| ---------------------------------------------- | ---------------------- | ---------------------- | ------- |
| IVG                                            | 32                     | 43                     |         |
| Grossesses en cours                            | 4                      | 8                      |         |
| Grossesses gémellaires                         | 0                      | 2                      |         |
| Grossesses évaluables                          | 114                    | 128                    |         |
| Accouchement à terme                           | 59 (52 %)              | 106 (83 %)             |         |
| Accouchement prématuré                         | 23 (20 %)              | 8 (6 %)                |         |
| Avortement spontané à moins de 15 S.A (3 mois) | 19                     | 12                     |         |
| Avortement spontané entre 16 et 28 S.A.        | 5                      | 2                      |         |
| TOTAL des avortements                          | 21 %                   | 11 %                   | < 0,001 |
| Grossesses extra-utérines                      | 8 (7 %)                | 0                      | < 0,005 |

Tableau 2 : Devenir de toutes les grossesses :
|                                                                     | Patientes DES | Groupe témoin |
| ------------------------------------------------------------------- | ------------- | ------------- |
| Nombre de femmes avec des grossesses « évaluables »                 | 122           | 141           |
| Nombre de grossesses « évaluables »                                 | 212           | 254           |
| Accouchement à terme                                                | 110 (52 %)    | 205 (81 %)    |
| Naissances vivantes (incluant naissances à terme et prématurés)     | 142 (67 %)    | 213 (84 %)    |
| Grossesses « perdues » (morts périnatales et avortements spontanés) | 58 (27 %)     | 40 (16 %)     |
| Grossesses extra-utérines                                           | 12 (5,7 %)    | 1 (0,3 %)     |

R.H. KAUFMAN, en 1984, étudie 676 patientes DES ayant toutes eu des hystérosalpingographies, dont 327 vont commencer une grossesse. Il démontre que l'existence d'anomalies à l'hystérosalpingographie est corrélée positivement à un « mauvais » déroulement des grossesses (avortements spontanés, prématurité, grossesses extra-utérines.
D'autres études, parues entre 1980 et 1995,,,,,,,,,,,,,,,,,, vont cerner le problème des pathologies obstétricales dues à l'exposition au DES.
Les principales pathologies figurent ci-dessous.

##### Avortementsspontanés
Le risque d'avortements spontanés précoces (avant la 15e semaine d'aménorrhée ou 15 S.A.) et tardifs (entre 16 et 28 S.A.) est indéniablement augmenté dans la population des femmes DES, comme le démontrent la plupart des études résumées dans le tableau ci-dessous :
Taux d'avortements spontanés (en % des grossesses) chez les patientes DES :
| Auteur   | Patientes DES | Groupe témoin |
| -------- | ------------- | ------------- |
| COUSINS  | 18,5          | 20,5          |
| HERBST   | 21,6          | 12,6          |
| KAUFMAN  | 22,3          | 8,2           |
| BERGER   | 48,4          |               |
| SCHMIDT  | 24,2          |               |
| BARNES   | 25,9          | 16,1          |
| SANDBERG | 22,0          | 7,0           |
| MANGAN   | 18,3          | 8,4           |
| PONS     | 42,0          | 10,0          |

E.C. SANDBERG a montré, en regroupant plusieurs études, que le taux d'avortements spontanés est constant, dès la première grossesse. Il a également montré que la présence ou l'absence d'anomalies cervico-vaginales ne permet pas de déterminer une population spécifiquement menacée par les avortements (13/46, soit 28 % chez les porteuses d'anomalies, contre 10/55, soit 18 % chez les non porteuses).
R.H. KAUFMAN ne retrouve pas non plus d'éléments prédictifs spécifiques d'avortements dans les données des hystérographies en ce qui concerne la forme de la cavité utérine, mais il avait retrouvé une corrélation positive entre la présence de bords irréguliers de la cavité et le taux d'avortements.

##### Grossesses extra-utérines
Elles sont également plus nombreuses chez les patientes DES, comme le montre le tableau ci-dessous (Taux de grossesses extra-utérines (en % des grossesses totales)):
| Auteur   | Patientes DES | Groupe témoin |
| -------- | ------------- | ------------- |
| COUSINS  | 7,4           | 0,0           |
| HERBST   | 5,7           | 0,3           |
| KAUFMAN  | 3,5           | 0,0           |
| BERGER   | 4,8           |               |
| SCHMIDT  | 7,7           |               |
| BARNES   | 2,8           | 1,0           |
| SANDBERG | 4,9           |               |
| MANGAN   | 4,9           | 0,03          |
| PONS     | 15,0          | 2,0           |

En combinant les résultats des études de HERBST, BARNES, KAUFMAN, et SANDBERG, le risque relatif pour une femme exposée au DES de présenter une grossesse extra-utérine est de 1/24 contre 1/141 pour la population non exposée.
Ce risque n'est pas corrélé aux anomalies cervicovaginales, par contre, R.H. KAUFMAN [61] retrouve un risque particulier chez les patientes présentant des anomalies de la cavité utérine (utérus en "T", dilatation sus-isthmique).

##### Accouchementsprématurés
Hormis les problèmes rencontrés en début de grossesse, il existe indéniablement un taux d'accouchements prématurés supérieur chez ces patientes, comme le montrent les différentes études consacrées à ce sujet, résumées dans le tableau ci-dessous (Taux d'accouchements prématurés (en % des grossesses totales)):
| Auteur   | Patientes DES | Groupe témoin |
| -------- | ------------- | ------------- |
| COUSINS  | 30,0          | 0,0           |
| HERBST   | 15,0          | 6,3           |
| KAUFMAN  | 10,8          | 4,5           |
| BERGER   | 13,0          |               |
| SCHMIDT  | 16,0          |               |
| BARNES   | 2,8           | 1,0           |
| SANDBERG | 16,5          |               |
| MANGAN   | 7,3           | 2,3           |
| PONS     | 6,0           | 6,0           |
| LEVINE   | 9,2           |               |

À ces chiffres, certes disparates, mais qui montrent une plus grande incidence des accouchements prématurés (AP) chez les patientes exposées, il faut ajouter quelques remarques :
KAUFMAN, sur 327 patientes DES, note un risque d'AP significativement plus élevé chez celles présentant des anomalies hystérographiques, que ce soit des anomalies de forme de la cavité (17 % contre 6 %) ou des défects intra-utérins (17 % contre 7 %).
Une corrélation avec les anomalies cervicovaginales est plus difficile à étudier du fait de l'hétérogénéité des cohortes. E.C. SANDBERG [79] trouve un taux de grossesses à terme plus élevé en l'absence d'anomalies cervicales, alors qu'il ne note aucune corrélation avec les anomalies vaginales. Ceci rejoint les conclusions de W.H. MICHAELS qui ne retrouvait pas de différence significative chez les patientes ayant subi une colpectomie.
L'étiologie des AP et des FCS tardives a fait poser le problème d'une "incompétence" cervicale (le terme de béance étant incorrect, comme le démontrent R.H. KAUFMAN et BARNES, qui ne retrouvent aucune béance prouvée radiologiquement, respectivement dans 210 et 289 cas).
Depuis les études de M.S. SINGER en 1977 et de D.P. GOLDSTEIN en 1978, cette notion d'"incompétence" cervicale s'est affirmée, bien que sa fréquence soit diversement appréciée, comme le montre le tableau ci-dessous (Incompétence cervicale chez les patientes DES) :
| Auteur           | n     | %    |
| ---------------- | ----- | ---- |
| BERGER-GOLDSTEIN | 8/46  | 17,4 |
| SCHMIDT          | 2/75  | 2,7  |
| HERBST           | 5/82  | 6,1  |
| SANDBERG         | 7/167 | 4,2  |

La cause de cette "incompétence" reste mal expliquée : Diminution du contingent collagène et augmentation du muscle lisse pour BUCKINGHAM, augmentation isolée du muscle lisse pour COUSINS, diminution et désorganisation du contingent collagène seul pour LUDMIR.
Cette notion avait conduit ce dernier auteur à proposer un cerclage systématique. Une étude qu'il a fait paraître en 1987 semblait donner de bons résultats : Le pourcentage de grossesses à terme était de 88 % quand il avait pratiqué un cerclage systématique, 75 % lorsque le cerclage avait été fait « à chaud », et 70 % quand il n'y avait pas eu de cerclage..
Cette opinion est loin d'être partagée par tout le monde, comme nous le verrons plus loin.

##### Autres problèmes
- MANGAN note un taux de rupture prématurée des membranes significativement plus élevé chez les femmes exposées (7,3 % contre 2,3 %). (Notion non retrouvée par THORP, par LEVINE, et par LUDMIR).
- WILLIAMSON rapporte un cas de rupture utérine spontanée chez une primigeste exposée au DES.
- MITTENDORF rapporte, dans une étude incluant 386 patientes DES (comparées à un groupe témoin de 2355 femmes), une incidence plus élevée de toxémie gravidique (Odds ratio = 2,4 ; Intervalle de confiance à 95 % : 1,2 - 4,5). Cette notion n'est pas retrouvée par THORP.

##### Déroulement dutravail
Une étude de J.M. THORP, parue en 1990, a analysé (entre autres) le déroulement du travail dans 49 accouchements chez 45 patientes DES (comparées chacune à 3 grossesses-témoins). 16 de ces patientes étaient porteuses d'anomalies hystérographiques.
- Les patientes DES avaient un taux de Césariennes significativement plus élevé (p < 0,038). (Les indications ne sont pas précisées).
- La dose maxima d'oxytocine utilisée pendant le travail était la même dans les deux groupes.
- La durée relative des deux phases du travail (expulsion exclue) était la même dans les deux groupes, que ce soit chez les primipares ou chez les multipares. La durée totale du travail, par contre, était la même dans les deux groupes chez les primipares (12 heures, en moyenne, depuis les premières contractions) mais était significativement allongée (aux dépens de la phase de dilatation cervicale) dans le groupe DES chez les multipares (13 heures dans le groupe DES, contre 8 heures dans le groupe témoin).
- La délivrance semblait poser plus de problèmes aux patientes DES, comme le montre le tableau suivant :

|                                                 | Patientes DES   | Groupe témoin    | p       |
| ----------------------------------------------- | --------------- | ---------------- | ------- |
| Délivrance artificielle                         | 16/36 (44,44 %) | 20/110 (18,18 %) | < 0,05  |
| Perte sanguine > 400 cm3 (Voies basses).        | 31/36 (86,11 %) | 54/110 (49,09 %) | < 0,004 |
| Perte sanguine > 1 000 cm3 (Césariennes).       | 1/13 (7,69 %)   | 0/16 (0 %)       | NS      |
| Perte sanguine moyenne (en cm³) (Voies basses). | 513,6           | 382,0            | < 0,026 |
| Perte sanguine moyenne (en cm³) (Césariennes).  | 938,5           | 952,9            | NS      |
| Hémorragies secondaires du post-partum          | 4/49 (8,16 %)   | 0/126 (0 %)      | < 0,05  |

R.U. LEVINE, en 1993, dans une étude incluant 120 grossesses chez 50 patientes DES, rapportait une durée moyenne du travail (expulsion exclue) de 12,48 +/- 6 heures chez les primipares, et de 8,08 +/- 6 heures chez les multipares (ce qui est comparable aux durées moyennes de travail dans la population générale). Le taux de césariennes dans cette étude était de 27,2 % (ce qui est significativement plus élevé que le taux de césariennes "tout venant" des maternités Américaines).

##### Pronostic fœtal et survie néonatale
Une analyse comparative correcte concernant ce sujet est rendue difficile par l'expression des résultats utilisée par les différents auteurs, certains analysant les "pertes fœtales" (foetal loss), d'autres la mortalité périnatale, d'autres encore la "survie néonatale"…
Nous avons tenté de schématiser les résultats des différentes études dans les trois tableaux qui suivent :

##### Suivi desgrossessesdes femmes exposées in utero au DES
En France, depuis le décret du 2 juillet 2006, les femmes exposées in utero au DES peuvent bénéficier d'un congé-maternité avant le début officiel du congé de maternité ou du congé pathologique. Les indemnités journalières versées par la sécurité sociale sont en effet plus importantes en cas de congé-maternité qu'en cas d'arrêt de travail. Un formulaire spécifique doit être rempli par un médecin spécialiste en gynécologie ou gynéco-obstétrique.

## Impact psychologique/psychiatrique
En 1983, Vessey montrait que chez les filles et fils exposés au DES in utero, anxiété et dépression sont deux fois plus fréquentes que chez les enfants qui n'y ont pas été exposés.
En 2000, le Dr Hélène Verdoux soulignait la nécessité de conduire des études sur les conséquences neurodéveloppementales de l'exposition aux œstrogènes de synthèse.
En 2011 des chercheurs de l'INSERM, passant en revue différentes études épidémiologiques, appelaient à plus de recherche en ce domaine.
Des soupçons (nécessitant d'autres études) portent sur une augmentation de pathologies de type psychologiques / psychiatriques

## Effets sur la troisième génération
Dès le début des années 2000, le Dr Newbold et d'autres mettent en évidence certains effets trans-générationnels induits sur des souris de laboratoire par l'exposition des grands-parents de ceux-ci au DES (augmentation nette du risque de tumeur génitale, entre autres auprès de la troisième génération),.
Dans les années 2000-2010, les données sur la troisième génération humaine commencent à être assez nombreuses pour produire des résultats d'étude statistiquement significatifs.
En 2001, l’US NCI (l'Institut National du Cancer aux États-Unis) crée un groupe constitué de 966 femmes de la 3e génération, âgées de plus de 18 ans et nées de 763 mères exposées au DES in utero, ainsi qu'un groupe témoin de 815 femmes nées de mères non exposées.
En 2010, 25 000 « filles Distilbène » de 33 à 40 ans sont en vie en France, avec des grossesses qui sont attendues jusqu'en 2020 environ,.
En 2013, la 3e génération est composée de femmes et d'hommes âgés de moins de 43 ans, qui seront fertiles jusqu'en 2020 au moins, ce qui fait que ce sujet reste d'actualité et une source de préoccupation pour ces femmes et ces hommes au cours des années 2010 et au-delà.
Les études épidémiologiques sont cependant rendues complexes par plusieurs biais possibles :
- dans certaines études portant sur les petites-filles ou petits-fils, notamment dans les études où le questionnaire joue un rôle important, un « biais de mémorisation » peut exister (toutes les mères ne savent pas ou n'ont pas mémorisé que leur mère ou grand-mère a été traitée au distilbène), par exemple pour l'étude faite par Palmer (2005) qui trouve un Odds Ratio (OR) de 1,7 pour l'hypospadias, plus bas que dans les autres études ;
- d'autres facteurs de confusion sont possibles. Les bases de données épidémiologiques utilisées peuvent parfois ignorer s'il y a eu ou non une PMA pour la conception de l'enfant, ou s'il y a des antécédents paternels de cryptorchidie sont les effets secondaires possibles des techniques de PMA sur le nouveau-né[153].

Concernant les cancers, il faut attendre que les enfants de troisième génération aient eu le temps de grandir.
Concernant les malformations génitales acquises in utero elles ne semble pas globalement plus fréquentes chez les filles de 3e ou 4e génération que chez les autres, soit que l'effet distilbène s'estompe ou disparaisse à la 3e génération, étant de 5,58 % pour les filles ayant une mère ou grand-mère traitée au distilbène et les autres.
L’augmentation du nombre d’hypospadias (ouverture de l’orifice urinaire sous la verge et non à l’extrémité) est générale, mais plus fréquente chez les « petits-fils DES » nés de femmes exposées au DES in utero, fait confirmé par plusieurs études, rapporté par au moins 5 études depuis 2002,,,,,.
Stoll et al. rapportent en 2003 un risque de surdité congénitale accru chez des enfants de mère exposée au DES in utero, mais l'étude est basée sur un petit nombre de cas, et reconnaît des biais pouvant masquer une coïncidence.
Une étude néerlandaise de 2007 a trouvé pour les petits-enfants un risque accru de certaines formes d’une malformation grave de l’œsophage : l'atrésie de l'œsophage, éventuellement accompagnée d'une fistule trachéo-œsophagienne (TEF), maladies normalement très rares (touchant environ 0,03 % des nouveau-nés pour l'atrésie). Dans ce cas, des médicaments ou hormones de synthèse pourraient être en cause ou co-facteurs. Ce risque n'a pas été détecté par Titus-Ernstoff et al. (2010) aux États-Unis mais a été confirmé par l'étude française de 2014 avec « une augmentation du nombre d’atrésies de l'œsophage (obstruction) : 14 cas signalés et aucun dans le groupe témoin ».
Des données publiées en 2010 apportent également des indices de risque accru chez les filles et petites-filles de malformations cardiaques chez les petites-filles et garçons, mais les auteurs restent prudents en estimant que les filles de leur population témoin pourraient avoir sous-déclaré leurs malformations cardiaques car suivies médicalement avec moins d'attention et parce que les questionnaires ne précisaient pas le type d'anomalies cardiaques en cause ou leur gravité. De plus, les dossiers pédiatriques ne signalent que les malformations décelables à la naissance, ne donnant pas accès à celles qui pourraient apparaître plus tard.
Une autre étude évoque en 2012 un risque accru de « malformations des mains ou des pieds » : catégorie regroupant « différentes anomalies comme les mains ou les pieds bots, l'absence de main, une anomalie morphologique du carpe ou des métacarpiens, une anomalie des plis palmaires », dont le mécanisme n'a pas été expliqué — le DES peut être source de modifications génétiques et épigénétiques (d'épimutations sur plusieurs générations), mais aussi de malposition du fœtus in utero. Ce risque demande à être confirmé, pour des raisons de puissance statistique de l'étude et de manque de précision des dossiers pédiatriques décrivant l'anomalie des mains ou pieds.
En novembre 2014, une étude conclut que le risque d'induction d'« anomalies génitales » à la naissance n'est pas augmenté dans la 3e génération de filles « qu’elles soient issues de « filles ou de fils DES » », mais dans cette 3e génération des risques d'anomalies génitales persistent pour les garçons (hypospadias et cryptorchidie notamment).
Un risque accru d'atrésie de l'œsophage et qu'« il existe aussi pour la 3e génération ainsi qu'une augmentation d'enfants infirmes moteurs cérébraux (IMC), qui peut être liée à un taux plus élevé de naissances prématurées ». Des soupçons nécessitant des études complémentaires existent concernant l'augmentation du risque de malformations cardiovasculaires.

## Effets sur la quatrième génération
Ces enfants sont en 2014 encore trop peu nombreux pour que les épidémiologistes puissent disposer d'indices statistiques robustes, mais selon Anne Levadou, présidente de l'association Réseau D.E.S. France, « l'histoire du D.E.S. n'est pas terminée. »

## Usages vétérinaires

### Développement dans les élevages
En 1942, la FDA autorisa sous certaines conditions, l'utilisation de DES dans le domaine vétérinaire à des fins thérapeutiques.
La FDA en approuve l'utilisation comme additif dans l'alimentation animale en 1947 pour la volaille. La même année les implants de DES pour la volaille sont également autorisés. Le Diéthylstilbestrol (tout comme l'hexoestrol) n'avait pas d'effet sur la croissance des volailles ou sur l'assimilation des rations alimentaires ; par contre en accroissant le taux de graisse, il donnait un bel aspect aux carcasses et en accroissait ainsi la valeur marchande. Par ailleurs le recours au DES qui avait pour effet de « féminiser » les coquelets (on parle abusivement de « castration chimique ») faisait économiser à l'éleveur les frais de castration chirurgicale. En 1959, s'appuyant sur la Delaney clause récemment adoptée, la FDA appela à un renoncement volontaire des éleveurs de volaille, mais aussi d'agneaux, au DES, sous toutes ses formes ; les industriels avicoles engagèrent alors une action judiciaire contre la FDA qui n'obtint gain de cause qu'en 1966. Cet arrêt de l'utilisation du DES en aviculture intervint malgré une modification de la clause Delaney en 1962 - connue sous l’appellation Diethylstilbestrol (DES) Proviso qui autorisait de nouveau l'utilisation de substances reconnues cancérigènes dans l'alimentation animale à condition que leurs résidus dans la viande ne dépasse pas un certain seuil. La FDA arriva à ses fins sur la base de résultats quantifiant les résidus de DES dans la viande de poulet.
La FDA approuve l'utilisation du DES comme additif dans l'alimentation pour les bovins en 1954 et ultérieurement pour les ovins,.
Concernant les implants sur les bovins, la FDA donna son autorisation en 1957. La première expérimentation publiée attestant de l'effet de stimulateur de croissance du DES chez des ruminants (sous forme d'implant) datait de 1947. Bien qu'une partie de l'administration de la FDA s'inquiétait dès 1947 de l'usage du DES en agriculture, ce dernier allait devenir un élément essentiel de l'économie des élevages américains et leur conversion massive aux feedlots.

### Interdictions
À l’été 1972, la FDA interdit l'adjonction de DES dans l'alimentation du bétail ; en 1973 elle interdit les implants de DES chez les bovins. Ces décisions, contestées par des éleveurs industriels, ne furent effectives qu'en 1979 à la suite d'une décision de justice rendue en septembre 1978,.
L'utilisation de diéthylstilbestrol est interdite au Canada depuis 1974 chez les animaux dont les produits sont destinés à la consommation humaine.
En France le décret 59-450 du 20 mars 1959 interdisait la vente d'aliments additionnés de substances œstrogènes à destination d'animaux dont la chair ou les produits sont eux-mêmes destinés ensuite à l'alimentation humaine. Cette disposition couvrait les produits animaux produits en France mais également les animaux importés. En 1973 deux arrêtés précisent et encadrent l'utilisation des œstrogènes.
La loi no 76-1067 du 27 novembre 1976 (dite loi Ceyrac) interdit d’administrer « des substances à action œstrogène aux animaux dont la chair ou les produits sont destinés à la consommation humaine, sauf lorsque lesdits produits sont administrés à des femelles adultes, afin d’assurer la maîtrise de leur cycle œstral ».
Cette loi organisa une classification des substances œstrogènes qui fut incluse dans le code de la santé publique (article L.617-6). Cette classification ne prenait pas en considération les autres anabolisants. Largement détournée, cette loi amena l’opinion publique à protester en particulier au travers du boycott du veau organisé en 1980 par certaines associations de consommateurs. D'autres anabolisants continueront à être utilisés : en France, en 1984, 85 % des veaux et 50 % des bovins adultes recevaient des anabolisants.
En juillet 1981, le Conseil des Communautés Européennes adopte une directive interdisant « la mise sur le marché de stilbènes, de dérivés de stilbènes, de leurs sels et esters, ainsi que les thyréostatiques, en vue de leur administration aux animaux de toute espèce ». Cela sera réaffirmé par la directive 96/22/CE du Conseil du 29 avril 1996.
La loi Ceyrac a été abrogée le 16 juillet 1984 par la loi no 84-609 dite "loi Rocard". L'article 1 de cette loi stipule désormais : « Il est interdit d'administrer, de mettre sur le marché et de détenir en vue d'administrer, même dans un but thérapeutique, aux animaux de toute espèce des produits contenant des stilbènes, leurs dérivés, sels ou esters, ainsi que des substances à action thyréostatique. ».
Il a servi aussi comme traitement de l'incontinence chez les chiennes[réf. souhaitée].
Dès les années 1938 des spécialités (telles Avorlab Labia) furent utilisées comme abortif pour les chiennes.
La pérennité dans l'environnement, le sol, les plantes elles-mêmes, du DES ou de ses dérivés a retenu l'attention des chercheurs.